# Acalypha gentlei
Acalypha gentlei là một loài thực vật có hoa trong họ Đại kích. Loài này được Atha mô tả khoa học đầu tiên năm 2008.